# 남연우
남연우(1982년 10월 9일 ~ )는 대한민국의 배우이다.

## 학력
- 한국예술종합학교 연극원 연기과 학사

## 출연작

### 영화
- 《비닐하우스》 (2023년) - 경일 역
- 《방법: 재차의》 (2021년) - 유정훈 형사 역
- 《생각하는 사람》 (2020년, 단편, 감독)
- 《팡파레》 (2020년) - 강태 역
- 《초미의 관심사》 (2020년)
- 《구원》 (2019년)
- 《열두 번째 용의자》 (2019년) - 장혁 역
- 《사회인》 (2019년)
- 《나만 없어 고양이》 (2019년) - 상철 역
- 《보이지 않는 오렌지에 관한 시선》 (2018년) - 도현 역
- 《챔피언》 (2018년) - 김 팀장 역
- 《호랑이보다 무서운 겨울손님》 (2018년) - 청년 역
- 《아기와 나》 (2017년) - 포르쉐남 역
- 《분장》 (2017년) - 오송준 역
- 《석조저택 살인사건》 (2017년) - 부산호텔 형사 역
- 《자유로》 (2016년)
- 《OJT》 (2016년) - 비서실장 역
- 《격한 멜로》 (2016년) - 민성 역
- 《연애》 (2016년) - 젊은경찰 역
- 《마음이 닿으면》 (2016년) - 조감독 역
- 《혼자》 (2016년) - 복면 망치남 역
- 《특별수사: 사형수의 편지》 (2016년) - 응급실 의사 역
- 《부산행》 (2016년) - 무전병 역
- 《탐정 홍길동: 사라진 마을》 (2016년) - 경찰 5 역
- 《로봇, 소리》 (2016년) - 국정원 요원 2 역
- 《escapin'》 (2015년)
- 《술래잡기》 (2015년) - 한들 역
- 《프란시스의 밀실》 (2015년) - 한성 역
- 《그녀를 사랑합니다》 (2015년)
- 《대호》 (2015년) - 철포회수대 소대장 역
- 《세계일주》 (2015년) - 박 순경 역
- 《그 밤의 술맛》 (2014년) - 황설원 역
- 《현기증》 (2014년) - 순영아들 슬호 역
- 《나의 독재자》 (2014년) - 오디션 배우 역
- 《레드카펫》 (2014년) - 창수 역
- 《우는 남자》 (2014년) - 변실장 수하 7 역
- 《빅 시크릿》 (2014년) - 택배기사 역
- 《마리아의 부적》 (2014년) - 전도사 역
- 《이 별에 필요한》 (2013년) - 봉구 역
- 《예술수업》 (2013년) - 베르베르박 역
- 《그늘아래, 28도》 (2013년) - 상준 역
- 《캐치미》 (2013년) - 탁 형사 역
- 《가시꽃》 (2013년) - 성공 역
- 《용의자X》 (2012년) - 수사팀 2 역
- 《나방스파크》 (2012년) - 연 역
- 《우주여행》 (2011년) - 엔지니어 역
- 《진심을 말하다》 (2010년) - 홍준 역

### 드라마
- 《스위치 - 세상을 바꿔라》(2018년, SBS)
- 《사회인》  (2019년, 네이버TV & 유튜브) - 이나라 역
- 《방법 》 (2020년, tvN) - 유정훈 역
- 《당신이 소원을 말하면》 (2022년, KBS2) - 타투이스트 역 ep.16
- 《오늘은 좀 매울지도 몰라》 (2023년, 왓차) - 중고차 딜러 역 ep.10
- 《돌풍》 (2024년, 넷플릭스) - 보안요원 역
- 《광장》 (2025년, 넷플릭스) - 차과장 역 ep.1

## 수상
- 2014년 제1회 들꽃영화상 남우주연상
- 2016년 제6회 서울 프라이드영화제 '핑크머니'상 (관객상) / 분장
- 2016년 제42회 서울 독립영화제 '새로운선택'상 / 분장